# Le quattro verità
Le quattro verità (Les Quatre vérités) è un film ad episodi del 1962 diretti da Alessandro Blasetti, Hervé Bromberger, René Clair e Luis García Berlanga.
La pellicola è ispirata a quattro favole di Jean de La Fontaine, ed è stata realizzata in coproduzione tra Francia, Italia e Spagna.

## Trama

### Episodi

#### La morte e il carnefice
Un suonatore è perseguitato dalla sfortuna tanto da volersi suicidare.

#### I due piccioni
Due giovani restano chiusi in casa a causa della serratura bloccata. Una volta liberi si rendono conto di essersi innamorati l'uno dell'altra.

#### Il corvo e la volpe
Un uomo è follemente geloso della moglie ma senza rendersene conto aiuta un pretendente a conquistarla.

#### La lepre e la tartaruga
Una donna tenta in tutti i modi di riconquistare il marito; avrà successo usando le armi della sua rivale.

## Colonna sonora
La canzone Odio quelle che sognano, è interpretata da Jean Luk (45 giri FONIT SPU. 50278 - del 3 aprile 1963).